# Masters de Hamburgo 1973
El Abierto de Hamburgo de 1973 fue un torneo de tenis jugado sobre tierra batida, que fue parte de las Masters Series. Tuvo lugar en Hamburgo, Alemania, desde el 11 de junio hasta el 17 de junio de 1973.

## Campeones

### Individuales
Eddie Dibbs vence a  Karl Meiler, 6-1, 3-6, 7-6, 6-3

### Dobles
Jürgen Fassbender /  Hans-Jürgen Pohmann vencen a  Manuel Orantes /  Ion Ţiriac, 7-6, 7-6, 7-6